# Kuwayama Gyokushū

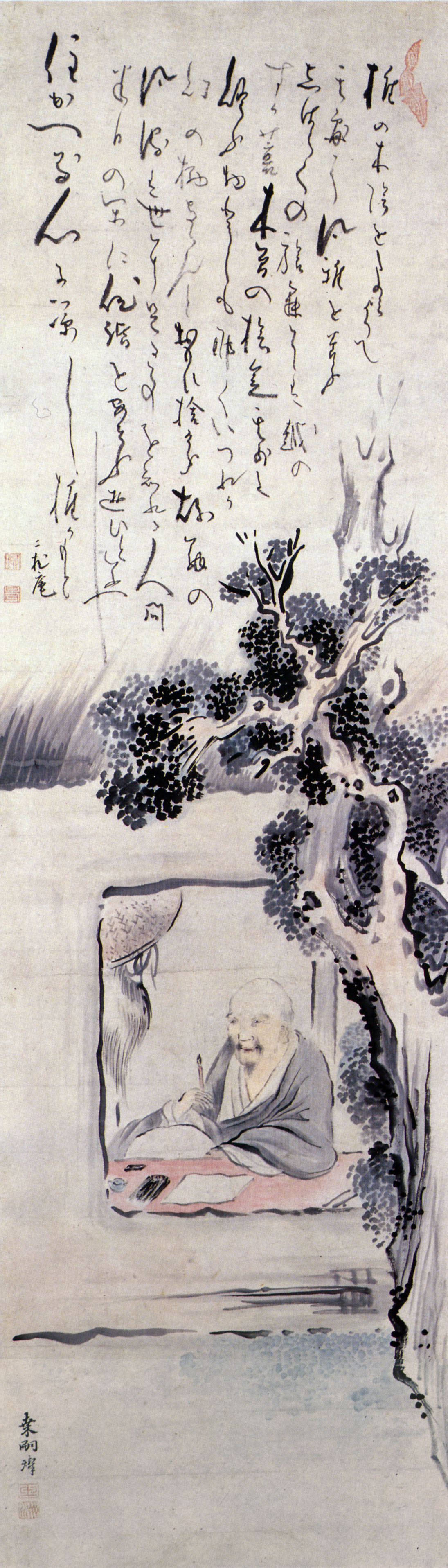
In der Klause

Kuwayama Gyokushū (japanisch 桑山 玉洲, eigentlicher Vorname: Shisan (嗣燦), weitere Künstlernamen: Chōudō (聴雨堂), Kakusekien (鶴跡園), Kasetsudō (珂雪堂), Myōkō Kōji (明光居士); geb. 1746 in der Provinz Kii (heute Präfektur Wakayama); gest. 17. Mai 1799) war ein japanischer Maler der Nanga-Richtung der Edo-Zeit.

## Leben und Werk
Kuwayama Gyokushū wurde als Sohn des Kuwayama Shōchō (桑山 昌澄) geboren, einem reichen Unternehmer in Wakayama, der einen Schiffsbetrieb unterhielt. Gyokushū übernahm das Unternehmen seines Vaters, wechselte später aber in die Landwirtschaft und konzentrierte sich darauf, neues Land urbar zu machen. Die erste Hälfte seines Lebens verbrachte er mit diesen Tätigkeiten. Später begann er zu malen und verfasste er eine Reihen guter Bücher zur Malerei, wie das Gyokushū gashū (玉洲画趣) und das Kaiji higen (絵事鄙言).
Gyokushū begann ohne Anleitung zu malen, wobei er sich an dem realistischen Stil von Shen Quan orientierte. Er lernte Noro Kaiseki kennen, der ebenfalls aus Wakayama stammte. Später studierte er unter Ike no Taiga und machte sich mit der Nanga-Malerei vertraut.
Zu seinen besten Werken gehören die bemalten Schiebetüren (襖絵, Fusuma-e) mit dem Titel „Fuji Hakone“ (富士・箱根) und der Stellschirm „Berg Nachi“ (那智山橋柱巌図屏風) im Tempel Nensei-ji (念誓寺) in Wakayama.

## Bilder aus „Gaen“ (雅園)

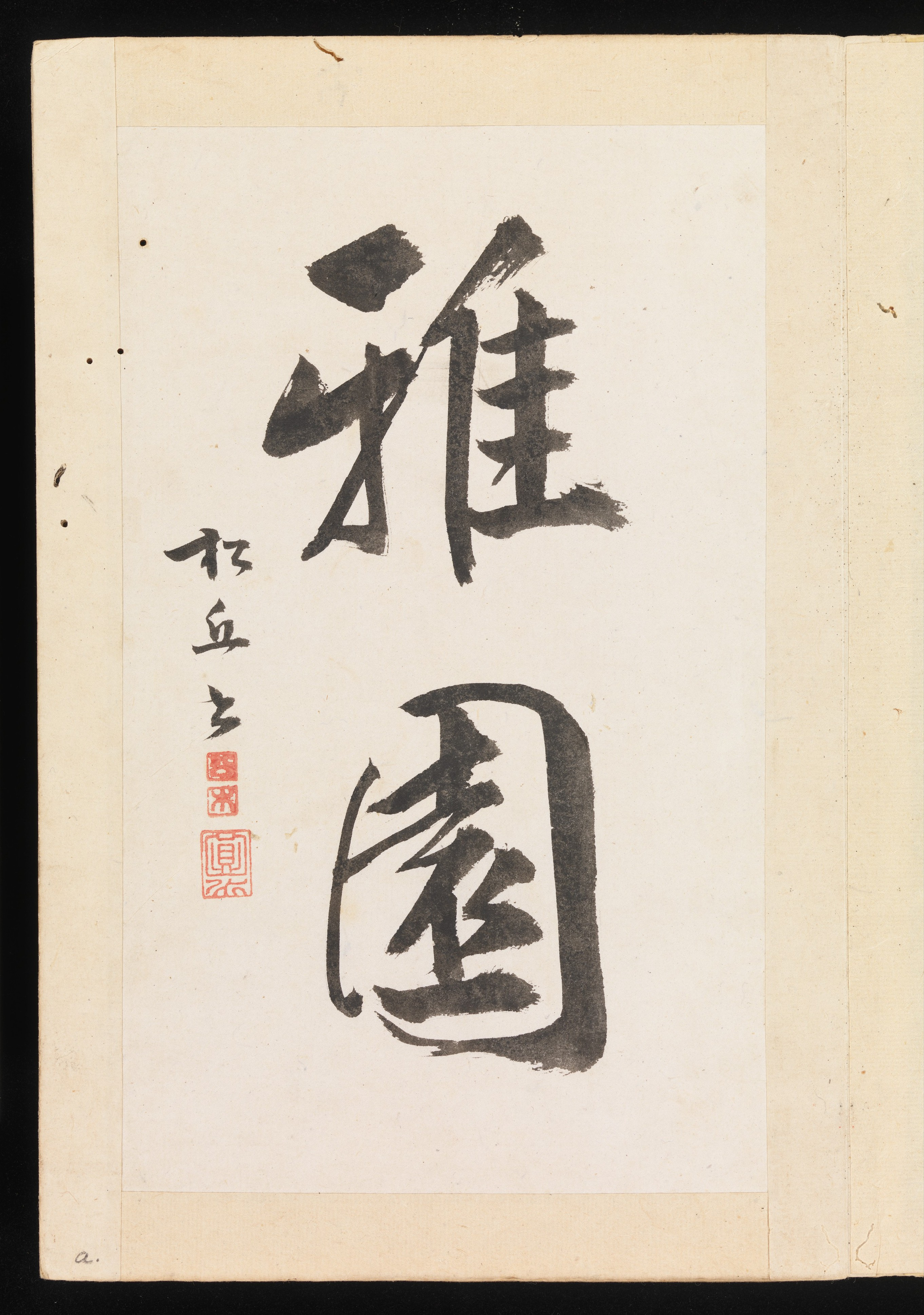
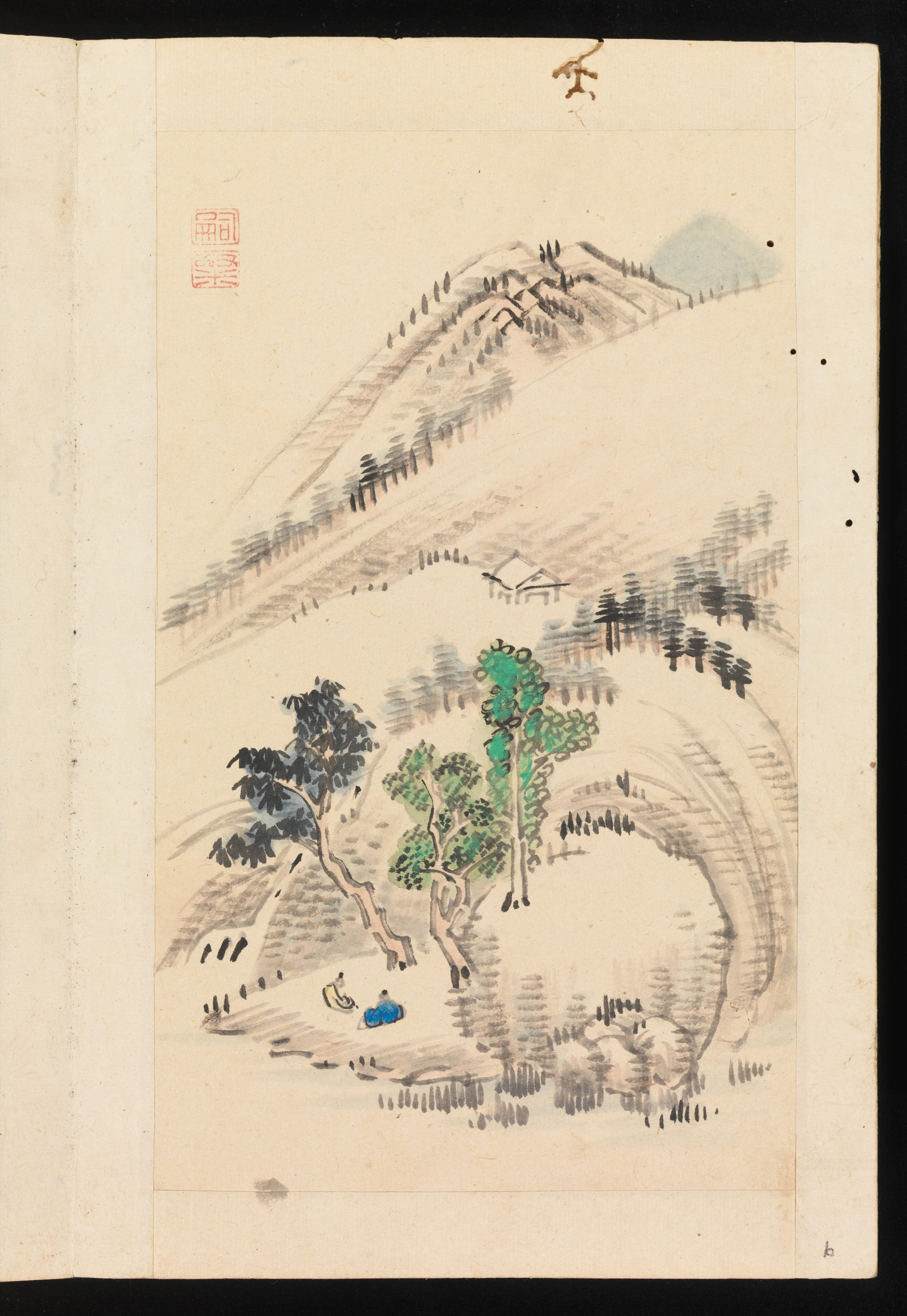
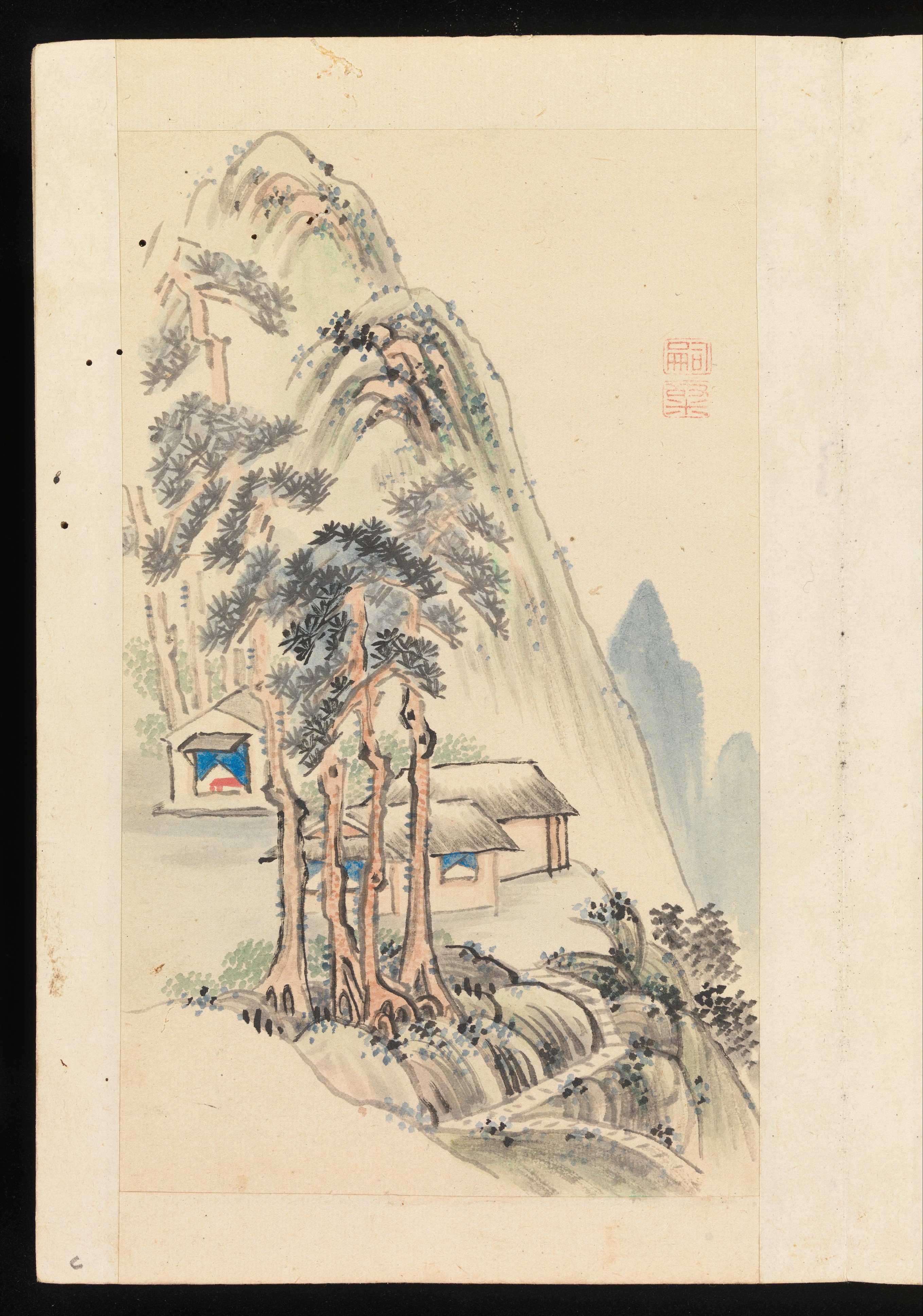
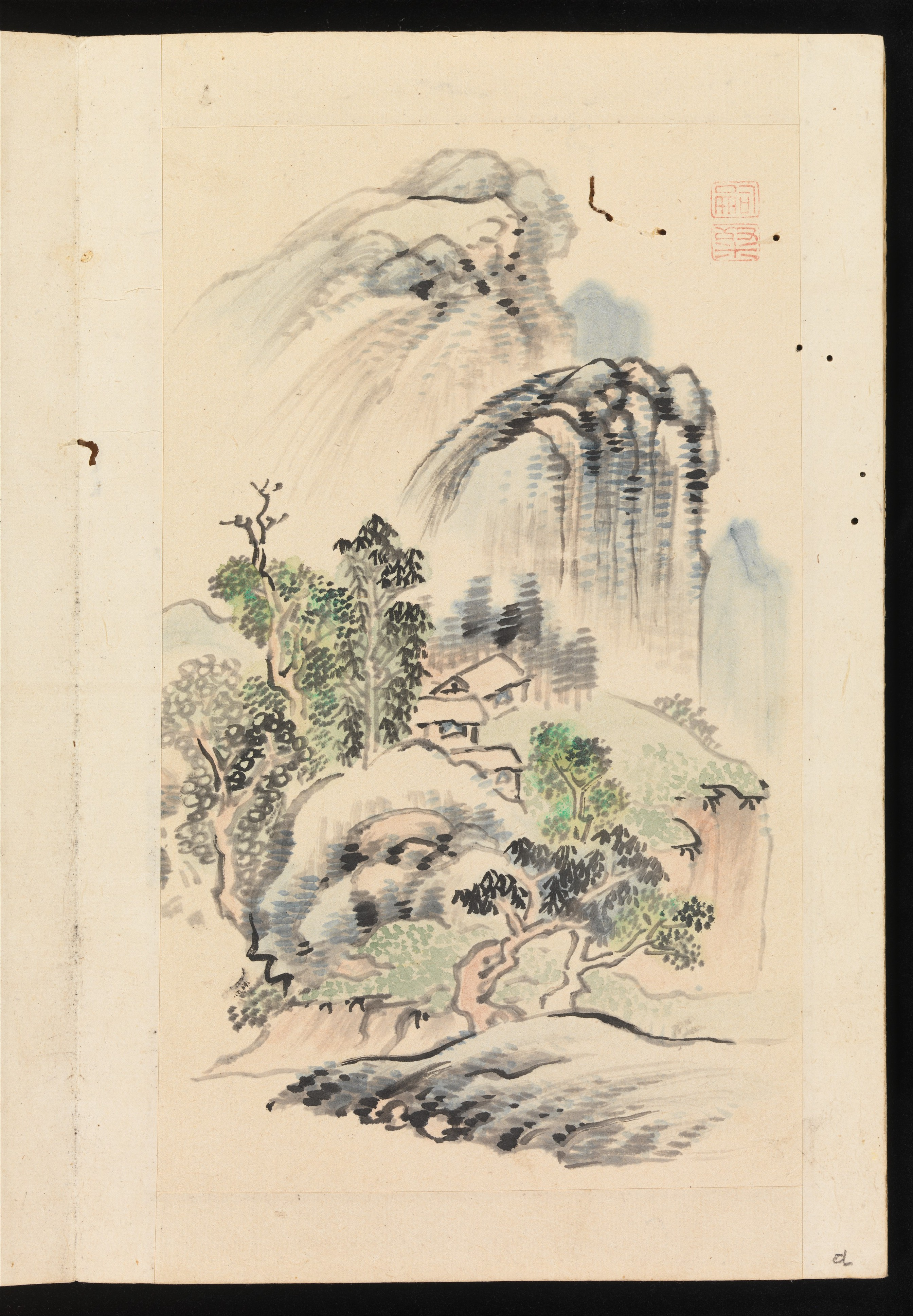
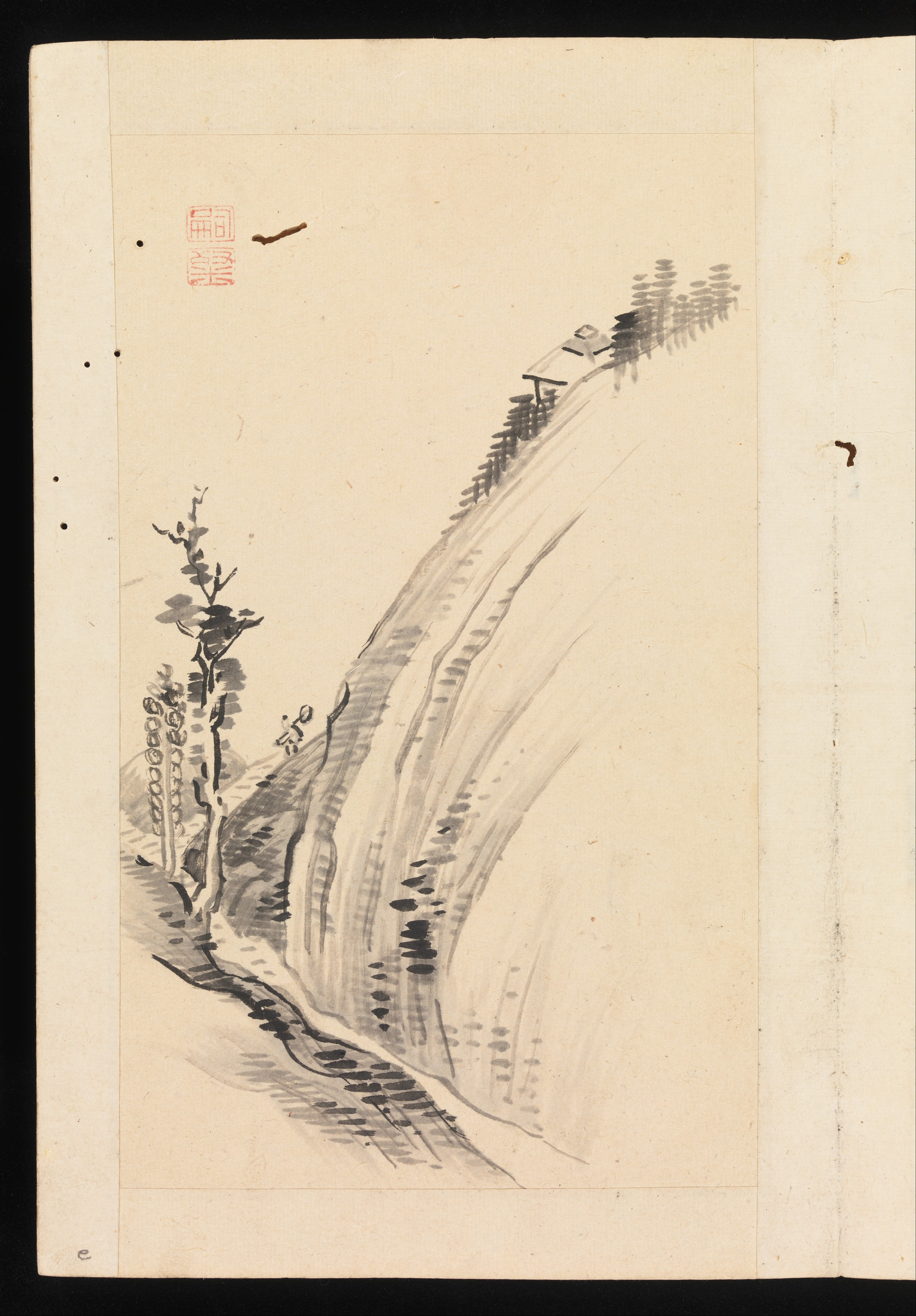
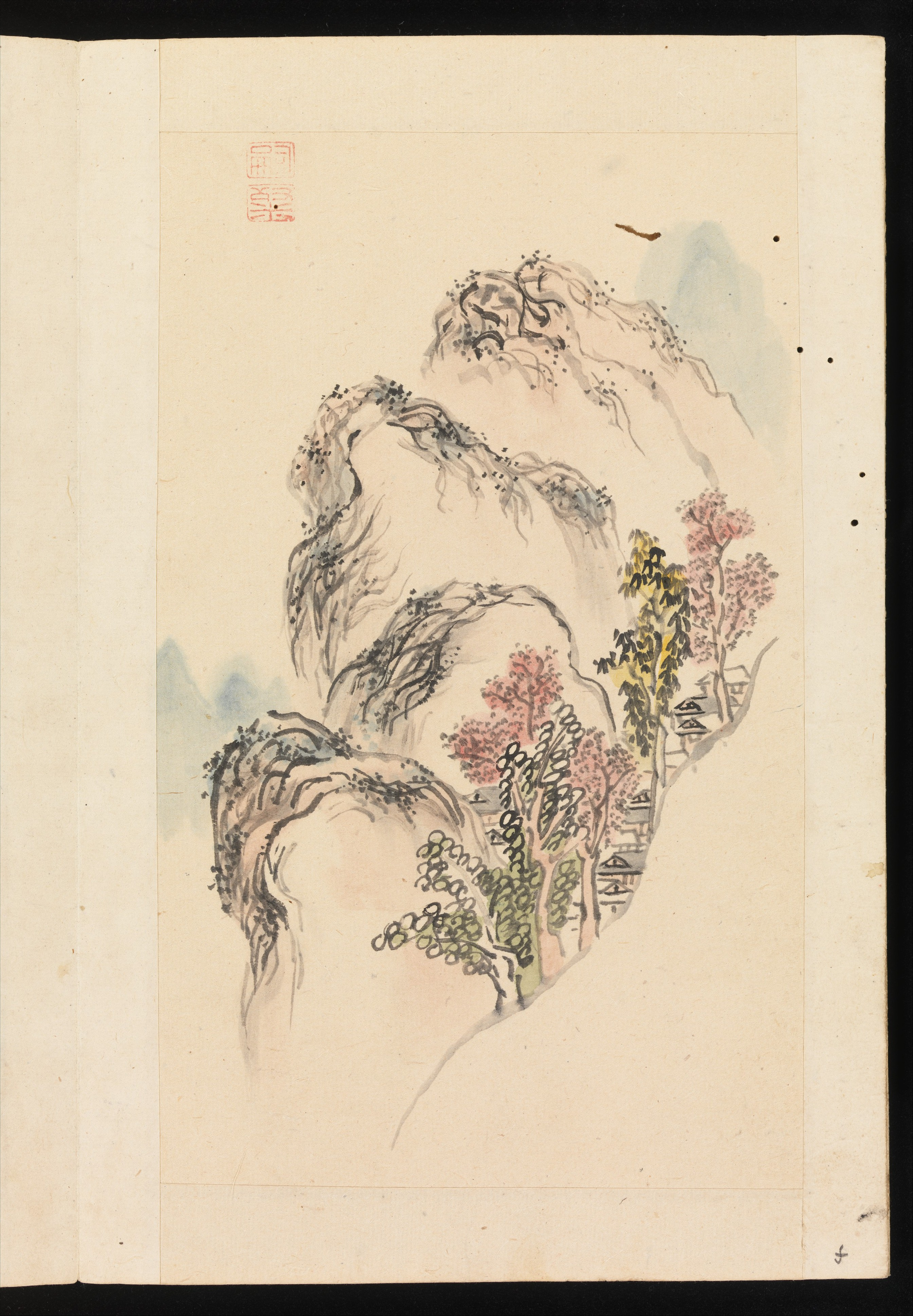
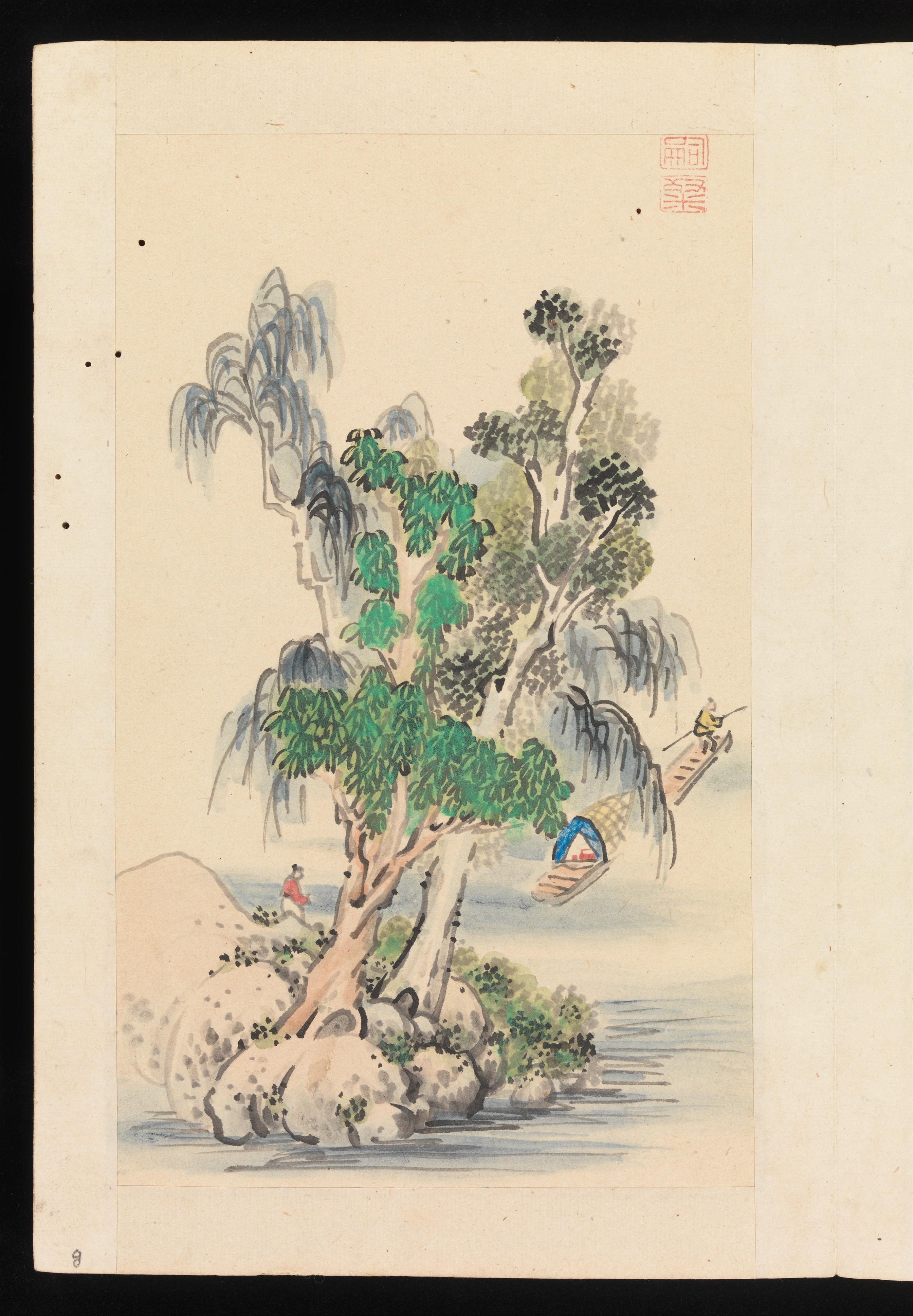
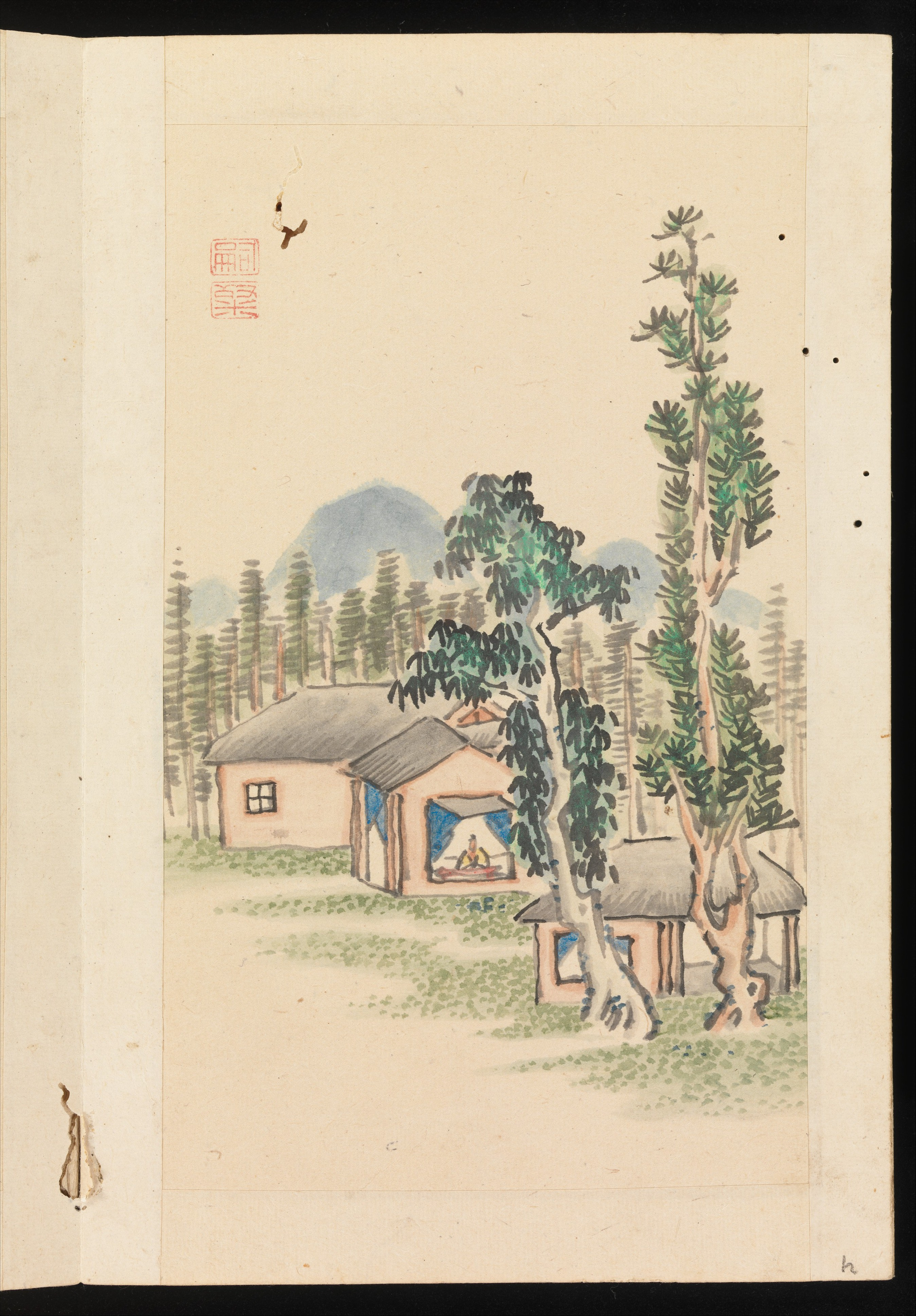